# Heinz London
Heinz London (7. listopadu 1907 – 3. srpna 1970) byl německo/britský fyzik. Spolu se svým bratrem Fritzem Londonem byl průkopníkem v oblasti supravodivosti.

## Život
London se narodil v Bonnu v liberální židovsko-německé rodině. Jeho otec Franz London byl profesorem matematiky na univerzitě v Bonnu a jeho matka Luise Burgerová byla dcerou prosperujícího textilního výrobce. Jeho otec zemřel na selhání srdce, když měl Heinz devět let. Největší vliv na Heinzovo dětství měl jeho starší bratr Fritz. Po celou dobu jejich života udržovali blízký vztah.
Heinz následoval v jeho příkladu svého bratra a rovněž se rozhodl studoval fyziku, ale stal se experimentálním fyzikem a získal doktorát pod slavným fyzikem Francisem Simonem, věnujícím se supravodivosti.
Toto spojení také dalo Londonovi možnost opustit nacistické Německo. Frederick Lindemann pozval Francise Simona na Clarendon Laboratory na Oxfordské univerzitě v roce 1933 podpořen finanční podporou získanou od chemické společnosti ICI. 
Při práci v Oxfordu sdílel London pronajatý dům s bratrem Fritzem a švagrovou Edith. Bratři spolu vyvinuli v Londonovy rovnice.
Roku 1936 peníze, které financovaly uprchlické vědci došly a Lindemann nemohl najít prostředky na nabídku pozic pro bratry Londonovy i pro mnoho dalších. London byl v juniorské pozici bez jakékoli naděje na změnu v Oxfordu, a tak přijal pozici na univerzitě v Bristolu. Fritz London čekal na nabídku v Oxfordu, která ale nikdy nepřišla a později přijal nabídku na Institutu Henri Poincaré v Paříži, v září 1939 po vypuknutí II. světové války se přestěhoval na Dukeovu univerzity.
V roce 1940 byl Heinz označen jako "nepřátelský cizinec" a internován po nějaký čas na ostrově Man, ale později byl propuštěn a podílel se na britském jaderném programu. V roce 1942 získal britské občanství.
Heinz London byl celoživotní silný kuřák a zemřel na rakovinu plic v roce 1970. Byl ateista.

## Vzdělání
London studoval na univerzitě v Bonnu v letech 1926/1927, poté absolvoval šestiměsíční stáž v chemické výrobně pro Heraeus v Hanau.
V roce 1929 strávil rok studia na Technické univerzitě v Berlíně-Charlottenburgu (dnes Technická univerzita v Berlíně) a následně na univerzitě v Mnichově.
V roce 1931 získal doktorát u slavného fyzika Franze Simona, věnujícího se nízkým teplotám, v Breslau.

## Kariéra
London pracoval spolu se svým bratrem Fritzem Londonem na supravodivosti, přičemž objevili Londonovy rovnice při práci na Oxfordské univerzitě v Clarendon Laboratory.
Tyto rovnice podaly první vysvětlení Meissnerova efektu (a díky tomu vlastnosti supravodičů). Dále je znám jako vynálezce ředící chladničky, kryogenního zařízení, které používá kapalné helium.

## Vyznamenání a ocenění
London byl zvolen členem Královské společnosti v roce 1961.